# Ndanko Sopélé
Ndanko Sopélé est un village du Cameroun, situé dans la région de l'Est et dans le département de la Kadey. Il est localisé dans la commune de Ndelele.

## Population
En 2005, dans le village de Ndanko Sopélé, 101 habitants sont recensés dont 46 de sexe masculin et 55 de sexe féminin.